# Тумбес
Тембес (на испански: Tumbes) е град в Перу. Населението му е 96 946 жители (по данни от преброяването от 2017 г.). Климатът е топъл полупустинен. Районът на града е посетен за първи път от европеец, от испанския конкистадор Франсиско Писаро, през 1528 г. по време на Испанското завоевание на империята на инките.